# Muscle masticateur
Les muscles masticateurs sont les quatre muscles crâniens pairs intervenant dans le mouvement de la mandibule lors de la mastication.

## Structure
Trois de ces muscles agissent sur le mouvement d'adduction de la mandibule :
- le muscle masséter,
- le muscle temporal,
- Le muscle ptérygoïdien médial.

Le muscle ptérygoïdien latéral est le quatrième intervenant l'abduction de la mandibule.
On peut également trouver le muscle inconstant dit ptérygoïdien propre.
D'autres muscles, généralement associés à l'hyoïde, comme le muscle mylo-hyoïdien prennent en charge l'ouverture de la mâchoire en plus du ptérygoïdien latéral.
Chez l'homme, la mandibule, ou mâchoire inférieure, est reliée à l'os temporal du crâne via l'articulation temporo-mandibulaire. Il s'agit d'une articulation extrêmement complexe qui permet un mouvement dans tous les plans. Les muscles masticateurs prennent naissance sur le crâne et s'insèrent sur la mandibule, permettant ainsi les mouvements de la mâchoire.
Chacun de ces muscles masticateurs est apparié.

## Innervation
Contrairement à la plupart des autres muscles faciaux, qui sont innervés par le nerf facial (nerf crânien VII ), les muscles masticateurs sont innervés par le nerf trijumeau (nerf crânien V ). Plus précisément, ils sont innervés par le nerf mandibulaire (nerf crânien V3) qui est à la fois sensitif et moteur.

## Embryologie
L'innervation est en lien avec leur origine embryologique commune depuis le premier arc branchial.
Les muscles de l'expression faciale, quant à eux, dérivent du deuxième arc brachial.

## Action
La mandibule est le seul os qui bouge pendant la mastication et d'autres activités, comme le langage.
Bien que ces quatre muscles soient les principaux participants à la mastication, d'autres muscles y contribuent généralement, sinon toujours, tels que ceux de la langue et des joues.

## Aspect clinique
- Syndrome algodysfonctionnel de l'appareil manducateur
- Bruxisme